# Wir Kinder vom Bahnhof Zoo
Wir Kinder vom Bahnhof Zoo ist ein 1978 vom Magazin Stern herausgebrachtes biografisches Buch, das die Situation drogenabhängiger Kinder und Jugendlicher am Beispiel von Christiane Felscherinow (Jahrgang 1962) aus der Gropiusstadt im Berliner Bezirk Neukölln schildert. Die Autoren des Buchs sind Kai Hermann und Horst Rieck. Die Originalausgabe wird durch ein Vorwort von Horst-Eberhard Richter eingeleitet. Der Titel des Buchs nimmt Bezug auf den Berliner Bahnhof Zoo, der in den 1970er und 1980er Jahren ein zentraler Treffpunkt der West-Berliner Drogenszene war. Zum Schutz der Identität der Protagonistin wurde sie im Buch verkürzt Christiane F. genannt. Im Laufe der 1980er Jahre, verstärkt durch die Verfilmung des Buchs 1981, entwickelte sich Felscherinow jedoch zu einem prominenten Gast in Fernseh-Talk-Shows.
Das Buch wurde zum erfolgreichsten deutschen Sachbuch der Nachkriegszeit. In der Zeit von 1979 bis 1981 stand es insgesamt 95 Wochen auf Platz 1 der Spiegel-Bestsellerliste.

## Entstehung
Horst Rieck verfolgte 1978 im Kriminalgericht Moabit im Zuge seiner Recherchen über die Drogenszene und die Beschaffungsprostitution den Prozess gegen einen Geschäftsmann, der minderjährige Prostituierte für sexuelle Dienstleistungen mit Heroin bezahlt hatte. Rieck fragte eine der Zeuginnen, die damals 15-jährige Christiane Felscherinow, ob sie ihm ein Interview geben würde. Aus dem ursprünglich geplanten Interview, das zwei Stunden dauern sollte, wurden zwei Monate, in denen Felscherinow Rieck fast täglich bei laufendem Tonband ihre Lebensgeschichte erzählte. Rieck zog seinen Kollegen Kai Hermann hinzu und verfasste mit ihm auf Basis der Tonbandprotokolle eine mit kühler Distanz formulierte Ich-Erzählung aus der Perspektive ihrer Protagonistin. Das Manuskript wurde zunächst von mehreren Verlagen abgelehnt, darunter auch der Rowohlt-Verlag, weil es sich um eine in Deutschland als unverkäuflich geltende Fallstudie handle. Der Text erschien schließlich zunächst auszugsweise als zwölfteilige Serie im Magazin Stern und im Herbst 1978 mit dem Titel Wir Kinder vom Bahnhof Zoo als Buch im Stern-Verlag. Das Manuskript wurde vor der Veröffentlichung ohne Wissen der Autoren redigiert und u. a. eine nach Einschätzung Kai Hermanns zentrale Vergewaltigungsszene herausgestrichen.
Das Buch schildert minutiös und in deutlichen Worten die Geschichte des heroinabhängigen Mädchens und seiner Freunde. Dargestellt wird der Teufelskreis aus persönlichen und sozialen Problemen, Drogenabhängigkeit, Verrohung, Kriminalität und Prostitution. Zu Beginn werden Auszüge aus der Anklageschrift gegen Felscherinow und aus dem Urteil gegen sie abgedruckt – am 14. Juni 1978 war Felscherinow vom Amtsgericht Neumünster wegen fortgesetzten vorsätzlichen Verstoßes gegen das Betäubungsmittelgesetz in Tateinheit mit Steuerhehlerei schuldig gesprochen und die Strafe zur Bewährung ausgesetzt worden. Zu Wort kommen in Form unkommentierter, kursiv gedruckter Aussagen, die in Felscherinows Erzählungen übergangslos hineinmontiert sind, auch die Mutter des Mädchens und Personen seines Umfelds sowie Sozialarbeiter, Therapeuten und Polizisten.
Das Buch war das erste dieser Art und eröffnete einem breiten Publikum Einblicke in die Drogenproblematik. Es war 1980 und 1981 das meistverkaufte Buch in der Bundesrepublik Deutschland; in vielen deutschen Schulen wurde Wir Kinder vom Bahnhof Zoo Pflichtlektüre. Nach mehreren Auflagen in Deutschland wurde das Buch in mindestens 15 andere Sprachen übersetzt und weltweit mehr als drei Millionen Mal verkauft. Beispielsweise lautet der Titel der französischen Version Moi, Christiane F., 13 ans, droguée, prostituée (‚Ich, Christiane F., 13, drogenabhängig, Prostituierte‘). Der Titel der russischen Version lautet Я, мои друзья и героин (‚Ich, meine Freunde und Heroin‘).

## Handlung
Im Alter von sechs Jahren zieht Christiane mit ihren Eltern und der jüngeren Schwester nach Berlin-Kreuzberg. Christianes Eltern wollen eine Heiratsvermittlung eröffnen. Als das nicht gelingt und deswegen das Geld knapp wird, muss die Familie in eine kostengünstige Wohnung in der Hochhaus-Siedlung Gropiusstadt umziehen. Der Vater kann sich mit der Situation nicht abfinden und wird immer wieder gewalttätig gegen seine Kinder und Ehefrau. Nachdem die häusliche Gewalt eskaliert ist, verlässt Christianes Mutter schließlich ihren Ehemann und zieht mit den Kindern zu ihrem neuen Freund. Christiane versteht sich mit ihm nicht und findet immer wieder einen Grund zum Streiten. Ihre Schwester hält es nicht mehr aus und zieht zurück zu ihrem Vater.
Als Christiane auf die Oberschule kommt, ist sie beeindruckt von Kessi, einer Mitschülerin, die sich sehr erwachsen gibt und schon einen Freund hat. Sie freundet sich mit ihr an und beide besuchen regelmäßig das Haus der Mitte, eine Jugendeinrichtung der evangelischen Kirche. Dort raucht Christiane zum ersten Mal Haschisch. Ab diesem Zeitpunkt kifft Christiane regelmäßig mit ihrer neuen Clique, trinkt Alkohol, nimmt später LSD („Trips“) und Tabletten wie Ephedrin, Valium oder Mandrax. Sie beginnt die Schule zu vernachlässigen und ihre Mutter zu belügen. Bald geht sie am Wochenende regelmäßig in die Diskothek Sound. Dort lernt sie neue Freunde kennen und verliebt sich in einen Jungen namens Detlef. Als im Sound die Droge Heroin modern wird, probiert es auch Detlef. Christiane ist anfangs dagegen, aber auf einem Konzert von David Bowie (in der Deutschlandhalle am 10. April 1976) probiert auch sie Heroin, allerdings nur durch die Nase. Zu diesem Zeitpunkt ist sie 13 Jahre alt.
Von da an nimmt Christiane regelmäßig Heroin und begeht kleine Delikte, um sich Geld zu beschaffen. Als sie 14 Jahre alt ist, lässt sie sich von einem Junkie einen Schuss setzen. Sie spritzt von da an regelmäßig, bis sie auf einer Klassenfahrt Gelbsucht bekommt. Als sie aus dem Krankenhaus kommt, eröffnet ihr Detlef, dass er sich inzwischen auf dem Bahnhof Zoo prostituiert. Da sie mit Detlef zusammen sein will, besucht sie ihn regelmäßig am Bahnhof und bekommt auch von seinem Heroin ab. In der heruntergekommenen Fixerwohnung eines Freundes schlafen sie zum ersten Mal miteinander.
Ab Dezember 1976 leiden Christiane und Detlef an Entzugserscheinungen (Turkey), sobald sie ohne Heroin sind. Die Heroinbeschaffung wird damit zur ständigen Notwendigkeit. Als Christiane auf der Straße von einem Mann im Auto angesprochen wird, steigt sie zu ihm in den Wagen. Sie befriedigt ihn mit der Hand und erhält dafür viel Geld. Von nun an geht Christiane auf den Strich und bekommt nach und nach auch Stammfreier. Detlef verspricht sie jedoch, es nicht zum Geschlechtsverkehr kommen zu lassen.
Zusammen mit Babsi und Stella, zwei Freundinnen aus der Zeit vom Sound, bildet sie eine Clique von Drogenprostituierten. Das Gruppenklima ist ständig dadurch belastet, dass jeder nur an den nächsten Schuss denkt.
Als Christiane sich in der Wohnung ihrer Mutter Heroin spritzt, bemerkt auch die Mutter, dass ihre Tochter drogensüchtig ist. Mit ihrer Unterstützung machen Christiane und Detlef in der Wohnung einen schmerzhaften Entzug. Nachdem sie den Entzug überstanden haben, gehen Christiane und Detlef aus Gewohnheit wieder zu ihren Freunden auf den Bahnhof und spritzen sich wieder Heroin. Sie halten sich zwar von der Drogenszene fern, werden aber dennoch wieder abhängig und müssen sich prostituieren. Vor ihrer Mutter hält Christiane den Rückfall in die Drogensucht geheim. Sie fühlt sich in dieser Zeit als „Fixer-Star“, bis ihr Freund Atze durch einen „goldenen Schuss“ an einer Überdosis Heroin stirbt.
Nachdem Christiane von der Polizei aufgegriffen worden ist, kontrolliert ihre Mutter regelmäßig Christianes Arme auf Nadeleinstiche. In den Ferien schickt sie Christiane zu ihrer Großmutter, damit sie dort vom Heroin wegkommt. Christiane macht tatsächlich einen Entzug und erholt sich wieder. Aber als sie in Berlin vom Tod eines weiteren Freundes erfährt, ist sie so schockiert, dass sie sich gleich wieder einen Schuss setzt. Von da an nimmt sie wieder Heroin.
Von der Drogenberatung erhält sie die Adresse von Narconon, einer Suchteinrichtung von Scientology. Dort absolviert sie Therapieprogramme, flüchtet aber immer wieder, um sich Heroin zu kaufen. Schließlich nimmt ihr Vater sie gegen ihren Willen zu sich. Der Vater versucht, sie mit Regeln und Arbeitsplänen für den Haushalt auf andere Gedanken zu bringen. Aber Christiane geht nachmittags regelmäßig zu der nahegelegenen Drogenszene. Dort bekommt sie von Dealern immer etwas Heroin, das sie snieft. Detlef sitzt unterdessen im Gefängnis, weil er einen Freier bestohlen hat.
Christiane bemerkt, dass sie wieder abhängig geworden ist. Um sich einen Schuss setzen zu können, geht Christiane zum Bahnhof Zoo, trifft dort den Stammfreier von Babsi und Stella und hat mit ihm Geschlechtsverkehr. Die beiden treffen sich regelmäßig, und er erzählt ihr, dass Stella im Gefängnis sitzt und Babsi bei Narconon einen Entzug macht. Babsi flüchtet jedoch aus dem Krankenhaus, wo sie wegen Gelbsucht behandelt wird. Wenig später steht sie als Deutschlands jüngste Drogentote in der Zeitung.
Christianes Vater bemerkt, dass sie sich mit einem Freier trifft. Er schließt sie zu Hause ein, damit sie entziehen soll, aber der Stammfreier bringt ihr Heroin. Christiane kann flüchten, kehrt dann jedoch zu ihrem Vater zurück. Sie überredet ihn, Stella über das Jugendamt aus dem Gefängnis zu holen, damit beide zusammen einen Entzug machen können. In Wahrheit spritzen die beiden aber weiter Heroin und prostituieren sich, um ihre Sucht zu finanzieren.
Körperlich und seelisch am Ende, geht Christiane schließlich freiwillig in die Karl-Bonhoeffer-Nervenklinik, um sich therapieren zu lassen. Dort wird sie behandelt wie eine Verrückte. Sie bekommt eine Pilzinfektion, wird deshalb in ein Krankenhaus gebracht und läuft von dort weg. Dann erkrankt sie an Gelbsucht, kommt wieder ins Krankenhaus und läuft abermals weg. Die Behörden und auch ihre Mutter geben sie auf. Nach einem gescheiterten Selbstmordversuch mit einer Überdosis Heroin (Goldener Schuss) zieht sie mit Detlef zu einem Freier, und beide versuchen, ihre Sucht mit Drogenhandel zu finanzieren.
Als sie wieder von der Polizei aufgegriffen wird, bringt ihre Mutter sie zu Verwandten in der Nähe von Hamburg. Dort gewöhnt sie sich nur schwer ein, kann aber die Realschule besuchen. Als jedoch die Schulleitung erfährt, dass sie eine ehemalige Fixerin ist, wird sie auf die Hauptschule versetzt. Aber auch hier versucht sie, eine gute Schülerin zu sein. Sie lernt neue Freunde kennen, die zwar regelmäßig Haschisch rauchen, jedoch kein Heroin konsumieren. Sie schafft einen guten Hauptschulabschluss, bekommt allerdings keine Lehrstelle. Mit ihrer neuen Clique verbringt sie viel Zeit in der Natur und träumt von einem besseren Leben, einem „guten Trip“.

## Reflexionen über Christianes Leben im Buch
Christiane F. ist nicht nur die Hauptfigur der Erzählung, sondern zugleich Erzählerin, die aus ihrer Gegenwart heraus Kommentare über ihr früheres Leben abgibt. Zu berücksichtigen ist neben dem Rollenunterschied der Unterschied zwischen der erzählten Zeit und der Erzählzeit. Letztere liegt nach dem 14. Juni 1978, an dem das im Buch berücksichtigte Gerichtsurteil über Christiane F. gefällt wurde. Dass der Text tatsächlich von zwei professionellen Journalisten geschrieben wurde, ist ihm nicht anzumerken, da sie als Instanz im Text nicht in Erscheinung treten.
Die Erzählung enthält eine Vielzahl von Kommentaren zum Verhalten Christianes in Berlin und in Schleswig-Holstein. Die Kommentare seitens der inzwischen 16-jährigen Erzählerin sind in den Erzähltext verwoben, während die in den Text hineinmontierten Aussagen von Erwachsenen eigenständige Sichtweisen enthalten, die teils Christianes Darstellungen bestätigen, teils aber auch im Widerspruch zu ihnen stehen.
Die 16-jährige Erzählerin hat gelernt, dass sie vom Heroinkonsum wegkommen muss, wenn sie noch länger als bis zu ihrem 20. Lebensjahr weiterleben will. Während ihres ersten Entzugsversuchs träumt sie von einem Leben mit regelmäßigem Haschischkonsum. In Schleswig-Holstein schließt sie sich einer Clique an, in der Jungarbeiter sich mit Haschisch „antörnen“, um den Frust der Arbeitswoche hinter sich zu lassen. In ihrer neuen Clique befasst sich Christiane mit schwarzer Magie, Parapsychologie und Buddhismus: „Wir suchten einfach nach Leuten, die auf einem guten Trip sind.“ Dass Christiane F. auch in Schleswig-Holstein ihre Sucht noch nicht überwunden hat, wird an ihrer Reaktion auf die H-Szene in Hamburg und Norderstedt deutlich.
Im gesamten Buch werden „normal“ lebende Menschen, denen Christiane sich anpassen soll, als „Spießer“ bezeichnet. Die Erzählungen ihrer Freundin Stella über deren Kontakte mit der Terroristin Monika Berberich in der Haft kommentiert Christiane mit den Worten: „[…] ich dachte […], die von der RAF hätten vielleicht doch den Durchblick. Man könnte diese Scheißgesellschaft nur mit Gewalt ändern.“
Bei Narconon, der „geilen Sekte“, hat man Christiane ständig aufgefordert, zu „konfrontieren“. Mit diesem vom üblichen Deutsch abweichenden Sprachgebrauch („konfrontieren“ + Akkusativobjekt) ist nach der Lehre von Scientology gemeint, dass Probleme angeblich durch „Konfrontieren“ verschwinden. Den Wunsch, Probleme zu „konfrontieren“, behält Christiane bis zuletzt bei. Christianes Mutter stellt fest, dass ihre Tochter bei Narconon einer „Gehirnwäsche“ unterzogen worden sei.
Christianes Mutter äußert in den Kommentaren die Ansicht, Christiane sei zum Drogenkonsum „verführt“ worden, weswegen sie aus Berlin fortmüsse, irgendwohin, wo es diese Verführung nicht gebe.
Diese Ansicht wird von ihrer Tochter relativiert: „Ich kenne niemanden, der praktisch gegen seinen Wunsch angefixt wurde. Die meisten Jugendlichen kommen ganz allein zum H, wenn sie reif dafür sind.“ Außerdem könne man, wenn man es darauf anlege, überall Heroin erhalten.
Die Mutter nimmt an, Christiane sei jemand, die „niemandem etwas getan“ habe. Jedoch hat Christiane zur Finanzierung ihrer Sucht immer wieder Diebstähle begangen.

## Adaptionen
Eine Verfilmung erschien 1981 unter dem Titel Christiane F. – Wir Kinder vom Bahnhof Zoo. Bei diesem Film übten auch Horst Rieck, Kai Hermann und Christiane Felscherinow gewisse Mitspracherechte aus. Außerdem existiert eine Theaterfassung von Peter Märthesheimer und Pea Fröhlich, die auf den Originalprotokollen basiert.
Im Jahr 2017 wurde mit der gleichnamigen Umsetzung als achtteilige Fernsehserie begonnen. Die Produktionsfirma Constantin Television und der Produzent Oliver Berben beauftragten dafür Annette Hess (Ku’damm 56, Weissensee) als Haupt-Autorin mit dem Schreiben eines Drehbuchs. Regie führte Philipp Kadelbach. Die deutsche Erstausstrahlung lief am 19. Februar 2021 bei Amazon Prime Video.

## Auszeichnung
Im Jahr 2006 wurde das Buch mit dem Literaturpreis Buchliebling in der Kategorie Jugendbuch 12–14 Jahre ausgezeichnet.